# Camryn Rogers
Camryn Rogers (ur. 7 czerwca 1999 w Richmond) – kanadyjska lekkoatletka specjalizująca się w rzucie młotem, mistrzyni olimpijska, mistrzyni świata z 2023.

## Kariera sportowa
Na arenie międzynarodowej odniosła następujące sukcesy:
| Rok  | Miejsce    | Zawody                               | Konkurencja     | Pozycja       | Wynik |
| ---- | ---------- | ------------------------------------ | --------------- | ------------- | ----- |
| 2017 | Trujillo   | mistrzostwa panamerykańskie juniorów | rzut młotem     | złoty medal   | 63,42 |
| 2018 | Tampere    | mistrzostwa świata juniorów          | rzut młotem     | złoty medal   | 64,90 |
| 2021 | Tokio      | letnie igrzyska olimpijskie          | rzut młotem     | 5. miejsce    | 74,35 |
| 2022 | Birmingham | halowe mistrzostwa NCAA              | rzut ciężarkiem | brązowy medal | 24,06 |
| 2022 | Eugene     | mistrzostwa świata                   | rzut młotem     | srebrny medal | 75,52 |
| 2022 | Birmingham | Igrzyska Wspólnoty Narodów           | rzut młotem     | srebrny medal | 74,08 |
| 2023 | Budapeszt  | mistrzostwa świata                   | rzut młotem     | złoty medal   | 77,22 |
| 2024 | Paryż      | igrzyska olimpijskie                 | rzut młotem     | złoty medal   | 76,97 |

Trzykrotna mistrzyni Kanady w rzucie młotem (2019, 2022, 2023) oraz trzykrotna mistrzyni organizacji NCAA w rzucie młotem (2019, 2021, 2022).

## Rekordy życiowe
- rzut młotem – 78,88 (5 lipca 2025, Eugene) – rekord Kanady, 5. wynik w historii światowej lekkoatletyki